# François-Xavier Wurth-Paquet
François-Xavier Wurth-Paquet (Luxemburg-Stad, 16 april 1801 - aldaar, 4 februari 1885) was een Luxemburgs jurist, politicus en historicus.

## Biografie
François-Xavier Wurth-Paquet werd op 16 april 1801 geboren te Luxemburg-Stad. Hij studeerde rechten aan de Universiteit van Luik. Na zijn studie was achtereenvolgens advocaat, rechter en procureur. In 1848 werd hij president van het hooggerechtshof.
Wurth-Paquet werd op 16 april 1848 interim-staatskanselier van Luxemburg in Den Haag. Van 23 september 1853 tot 12 november 1858 was hij directeur-generaal (dat wil zeggen minister) van Justitie in de kabinetten-Simons.
Wurth-Paquet was na zijn ministerschap lid van de Staatsraad. Van 16 februari 1870 tot 16 februari 1871 was hij voorzitter van de Staatsraad.

## Historicus
Wurth-Paquet wordt de "Vader van de Luxemburgse Geschiedenis" genoemd. Van zijn hand verschenen tal van publicaties over de geschiedenis van Luxemburg. In 1845 was hij medeoprichter van het Archeologisch Gezelschap en van 1845 tot 1853 en van 1876 tot zijn overlijden in 1885 was hij voorzitter van het Archeologisch Gezelschap.

## Verwijzingen
1. 1 2  Tatsachen aus der Geschichte des Luxemburger Landes, door: Dr. P.J. Muller (1968), blz. 247

- Gemeinsame Normdatei: 103402616X
- International Standard Name Identifier: 0000 0003 9809 4027
- Nederlandse Thesaurus van Auteursnamen: 073449628
- Système universitaire de documentation: 22848233X
- Virtual International Authority File: 196751153
- WorldCat: E39PBJp9rrF97Qhwgh9hJjfH4q